# Carlsbergita
La carlsbergita és un mineral de la classe dels elements natius.

## Característiques
La carlsbergita és un nitrur de crom, de fórmula química CrN. Cristal·litza en el sistema cúbic, formant petites plaques, d'uns 30μm, i precipitats de grans irregulars. La seva duresa a l'escala de Mohs és 7. Segons la classificació de Nickel-Strunz, la carlsbergita pertany a «01.BC - Nitrurs» juntament amb els següents minerals: roaldita, siderazot, osbornita i nitrur de gal·li. Va ser descoberta al meteorit trobat al Cape York, a la Península de Saviksoah (Qaasuitsup, Groenlàndia). També s n'ha trobat en altres meteorits trobats en diversos indrets del planeta. Sol trobar-se associada a altres minerals com: kamacita, taenita, daubreelita, troilita o esfalerita.